# Пінос-Хеніль
Пінос-Хеніль (ісп. Pinos Genil) — муніципалітет в Іспанії, у складі автономної спільноти Андалусія, у провінції Гранада. Населення — 1289 осіб (2010).
Муніципалітет розташований на відстані близько 360 км на південь від Мадрида, 8 км на схід від Гранади.
На території муніципалітету розташовані такі населені пункти: (дані про населення за 2010 рік)
- Пінос-Хеніль: 1047 осіб
- Лос-Пінільйос: 242 особи

## Демографія
Динаміка населення (INE ):

## Галерея зображень

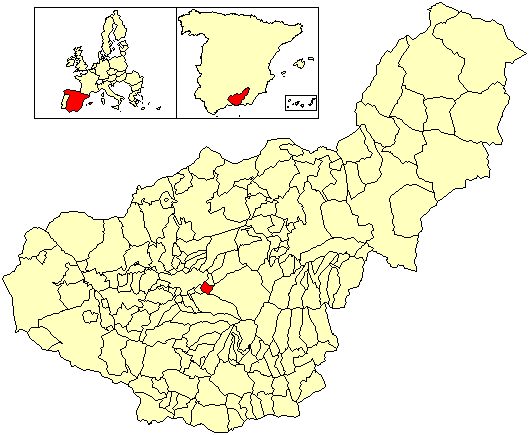
Розташування муніципалітету Пінос-Хеніль у провінції Гранада